# Regione di Fraser Coast
La regione di Fraser Coast è una Local Government Area che si trova nel Queensland. Essa si estende su una superficie di 2.356 chilometri quadrati e ha una popolazione di 95.312 abitanti. La sede del consiglio si trova a Hervey Bay.